# Bulbophyllum gadgarrense
Bulbophyllum gadgarrense é uma espécie de orquídea (família Orchidaceae) pertencente ao gênero Bulbophyllum. Foi descrita por Herman Montague Rucker Rupp em 1949.